# Orazio Giustiniani

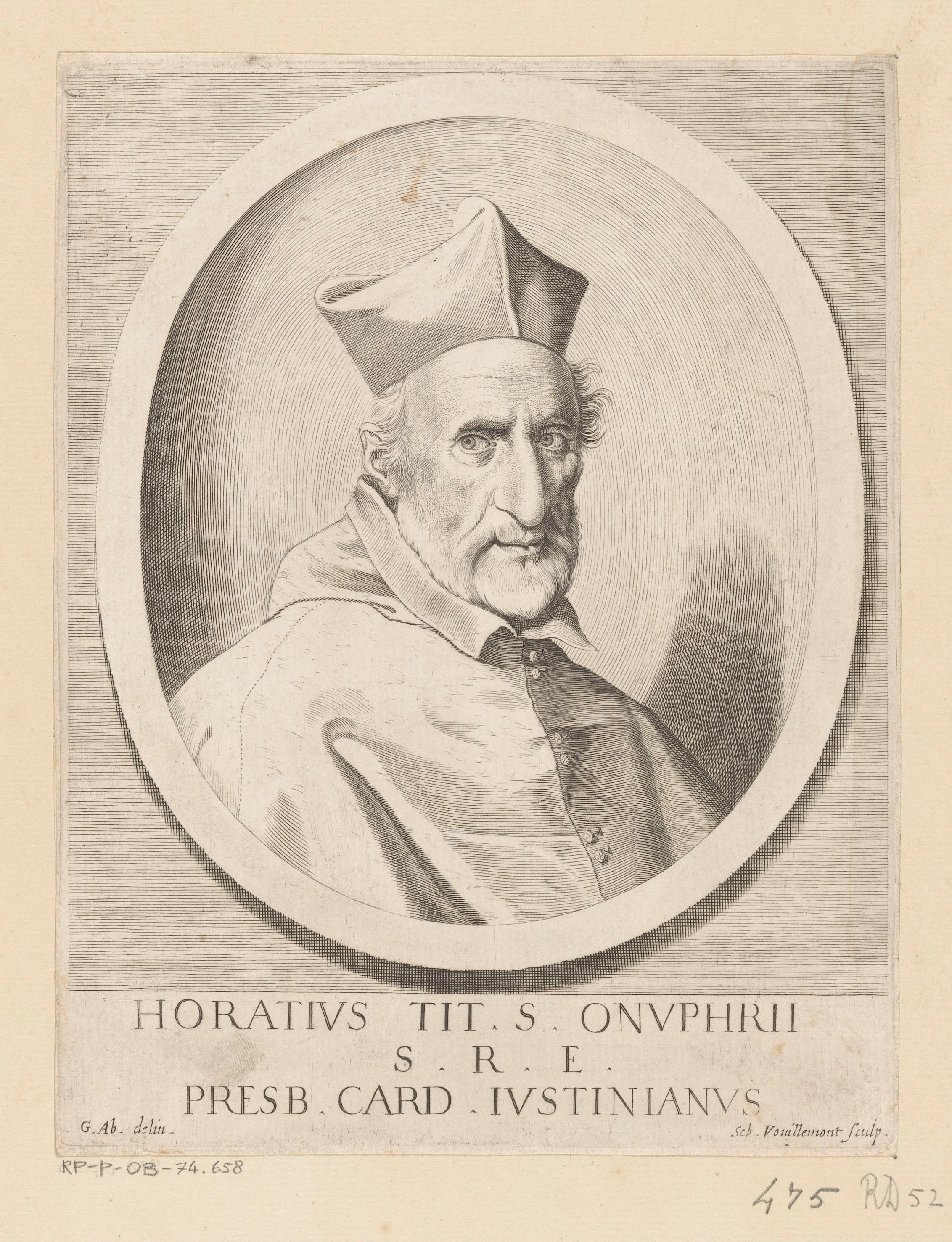
Orazio Kardinal Giustiniani (Porträtstich von Sébastien Vouillemont, Mitte 17. Jhd.)

Orazio Giustiniani CO (* 28. Februar 1580 auf Chios; † 25. Juli 1649 in Rom) war Kardinal der römisch-katholischen Kirche.

## Leben
Giustiniani entstammte einer genuesischen Patrizierfamilie und wurde für seine Ausbildung wahrscheinlich 1595 nach Rom gesandt. Anderslautende Quellen sagen aus, dass er bereits während des Pontifikats des 1590 verstorbenen Sixtus V. in Rom ankam. Er studierte Philosophie, Theologie und kanonisches Recht und schloss sich 1604 der Kongregation vom Oratorium des heiligen Philipp Neri an. Da sein Bruder Giuliano dieser bereits angehörte und nicht zwei Familienangehörige gleichzeitig Mitglied der Kongregation sein durften, wurde Orazio Giustiniani erst am 30. August 1614 offiziell aufgenommen. Er wurde innerhalb der Kongregation Zeremonienmeister und trieb die Heiligsprechung ihres Gründers Filippo Neri voran.
Da er auf der griechischen Insel Chios aufgewachsen war, interessierte er sich besonders für die Ereignisse der griechisch-orthodoxen Kirche. Die Kongregation De Propaganda Fide wollte Giustiniani 1627 auf eine Mission nach Konstantinopel entsenden, um über eine mögliche Vereinigung der griechischen mit der römischen Kirche zu verhandeln, doch er entschied sich, in Rom zu bleiben. Ebenso lehnte er eine mögliche Ernennung zum Koadjutorbischof der Diözese Chios ab, die von seinem Verwandten Marco Giustiniani geleitet wurde. Papst Urban VIII. ernannte ihn 1630 schließlich zum Kustos der Vatikanischen Bibliothek. Im gleichen Jahr wurde Giustiniani Konsultor des Heiligen Offiziums, was er bis 1640 blieb.
Am 13. Februar 1640 ernannte ihn Urban VIII. auf Wunsch seines Bruders Giuliano zum Bischof von Montalto; die Bischofsweihe empfing Giustiniani am 13. September desselben Jahres durch Kardinal Giovanni Battista Pamphilj, den späteren Papst Innozenz X. Er fand eine Gleichgültigkeit gegenüber religiösen Praktiken vor und widmete sich der religiösen Bildung innerhalb der Diözese. Am 16. Januar 1645 ernannte ihn Papst Innozenz X. zum Bischof von Nocera Umbra. Im Konsistorium am 6. März 1645 nahm er ihn als Kardinalpriester von Sant’Onofrio al Gianicolo ins Kardinalskollegium auf. Kardinal Giustiniani kehrte noch im selben Jahr aus Nocera nach Rom zurück und wurde erneut Konsultor des Heiligen Offiziums. Am 25. September 1646 wurde er zum Bibliothekar der Heiligen Römischen Kirche ernannt. 1647 erfolgte seine Ernennung zum Kardinalgroßpönitentiar.
Kardinal Giustiniani starb 1649 und wurde in der Kirche Santa Maria in Vallicella beigesetzt.

## Anmerkung
1. ↑  Miranda nennt das Jahr 1578 ohne genaues Datum als Geburtsjahr

| Personendaten    | Personendaten                            |
| ---------------- | ---------------------------------------- |
| NAME             | Giustiniani, Orazio                      |
| KURZBESCHREIBUNG | Kardinal der römisch-katholischen Kirche |
| GEBURTSDATUM     | 28. Februar 1580                         |
| GEBURTSORT       | Chios                                    |
| STERBEDATUM      | 25. Juli 1649                            |
| STERBEORT        | Rom                                      |